# Élections législatives de 1956 dans l'Ain
Les élections législatives françaises de 1956 se tiennent le 2 janvier. Ce sont les dernières élections législatives de la Quatrième république, après les élections de novembre 1946 et de juin 1951.

## Mode de scrutin
L'Assemblée nationale est composée de 626 sièges pourvus au scrutin proportionnel plurinominal suivant la règle de la plus forte moyenne dans le cadre départemental, sans panachage.
Le vote préférentiel est admis, en inscrivant un numéro d'ordre en face du nom d'un, de plusieurs ou de tous les candidats de la liste. Mais l'ordre ne pourra être modifié que si au moins la moitié des suffrages portés sur la liste est numéroté. Dans les faits les modifications ne dépasseront jamais les 7%.
La loi électorale du 7 mai 1951, dite loi des apparentements, reste en vigueur. Elle permet à la base une répartition des sièges à la représentation proportionnelle dans le département, mais si des listes « apparentées » avant le déroulement du scrutin obtiennent ensemble une majorité absolue de suffrages exprimés, elles reçoivent directement tous les sièges à pourvoir.
Dans le département de l'Ain, quatre députés sont à élire.

## Élus
| Député sortant       | Parti | Parti   | Député élu ou réélu  | Parti | Parti   |
| -------------------- | ----- | ------- | -------------------- | ----- | ------- |
| Michel Tony-Révillon |       | Rad-soc | Michel Tony-Révillon |       | Rad-soc |
| Jean Saint-Cyr       |       | Rad-soc | Henri Bourbon        |       | PCF     |
| Auguste Billiemaz    |       | MRP     | Marius Bretin        |       | UFF     |
| Marcel Anthonioz     |       | CNIP    | Marcel Anthonioz     |       | CNIP    |

## Résultats

### Résultats à l'échelle du département
Un apparentement de type Front républicain entre la SFIO et le Parti radical est conclu.
| Tête de liste Étiquette | Tête de liste Étiquette                                                      | Tête de liste Étiquette                                                      | Tour unique | Tour unique | Sièges |  |
| Tête de liste Étiquette | Tête de liste Étiquette                                                      | Tête de liste Étiquette                                                      | Voix        | %           | Sièges |  |
| ----------------------- | ---------------------------------------------------------------------------- | ---------------------------------------------------------------------------- | ----------- | ----------- | ------ |  |
|                         |                                                                              | Michel Tony-Révillon Parti radical                                           | 23 391      | 16,00       | 1      |  |
|                         | Jean Mallet Section française de l'Internationale ouvrière                   | 14 831                                                                       | 10,14       | -           |        |  |
| Liste apparentées       | Liste apparentées                                                            | 38 222                                                                       | 26,14       | 1           |        |  |
|                         | Henri Bourbon Parti communiste français                                      | Henri Bourbon Parti communiste français                                      | 35 954      | 24,59       | 1      |  |
|                         | Marcel Anthonioz Centre national des indépendants et paysans                 | Marcel Anthonioz Centre national des indépendants et paysans                 | 26 545      | 18,16       | 1      |  |
|                         | Marius Bretin Union et fraternité française                                  | Marius Bretin Union et fraternité française                                  | 22 383      | 15,31       | 1      |  |
|                         | Auguste Billiemaz Mouvement républicain populaire                            | Auguste Billiemaz Mouvement républicain populaire                            | 15 909      | 10,88       | -      |  |
|                         | Pierre Dominjon diss. Mouvement républicain populaire                        | Pierre Dominjon diss. Mouvement républicain populaire                        | 5 671       | 3,88        | -      |  |
|                         | Pierre Bastard Républicains sociaux                                          | Pierre Bastard Républicains sociaux                                          | 392         | 0,27        | -      |  |
|                         | Robert Sapin Rassemblement des groupes républicains et indépendants français | Robert Sapin Rassemblement des groupes républicains et indépendants français | 1           | 0,00        | -      |  |
|                         | Maurice Laly Centre républicain d'action paysanne (UDSR)                     | Maurice Laly Centre républicain d'action paysanne (UDSR)                     | 0           | 0,00        | -      |  |
|                         | Maxime Miniggio Parti républicain pour le redressement économique et social  | Maxime Miniggio Parti républicain pour le redressement économique et social  | 0           | 0,00        | -      |  |
|                         |                                                                              |                                                                              |             |             |        |  |
| Inscrits                | Inscrits                                                                     | Inscrits                                                                     | 195 545     | 100,00      | 4      |  |
| Votants                 | Votants                                                                      | Votants                                                                      | 150 084     | 76,75       |        |  |
| Exprimés                | Exprimés                                                                     | Exprimés                                                                     | 146 205     | 97,42       |        |  |